# Ramalina hyrcana
Ramalina hyrcana é uma espécie de líquen da família Ramalinaceae. Foi descrito cientificamente em 2011.